# Daishon Smith
Daishon Smith (Jacksonville (Florida); 7 de agosto de 1995) es un jugador de baloncesto estadounidense que mide 1,85 metros y puede alternar las posiciones de base y escolta. Actualmente pertenece a la plantilla del San Sebastián Gipuzkoa Basket Club de la Primera FEB.

## Trayectoria deportiva
Smith se formó en la Jean Ribault Senior High School de su ciudad natal hasta 2014 cuando ingresó en el Eastern Florida State College, en el que permaneció una temporada.  
Tras pasar por el Tallahassee Community College, en 2016 ingresa en la Universidad Estatal de Wichita, situada en Wichita, Kansas, donde jugaría durante la temporada 2016-17 en la NCAA con los Wichita State Shockers.
En 2018, ingresa en la Universidad de Luisiana-Monroe, situada en la ciudad de Monroe, en Luisiana, donde jugaría durante una temporada la NCAA con los Louisiana-Monroe Warhawks. 
Tras no ser drafteado en 2019, firma con los South Bay Lakers con el que disputa 5 partidos de la NBA G League, hasta febrero de 2020.
El 23 de octubre de 2021, vuelve a firmar con los South Bay Lakers con el que disputa un partido de la NBA G League.
El 17 de diciembre de 2021, firma por el Rogaška Crystal de la 1. A slovenska košarkarska liga, la primera división del baloncesto esloveno.
En la temporada 2023-24, firma por el BK 04 AC LB Spišská Nová Ves de la SBL, en el que juega hasta el 23 de enero de 2024.
El 28 de enero de 2024, firma por el BK Inter Bratislava de la SBL.
En la temporada 2024-25, firma por el BC Prievidza de la SBL.
El 7 de marzo de 2025, firma por el San Sebastián Gipuzkoa Basket Club de la Primera FEB.